# Dacia római limesei
A Pécsi Légirégészeti Téka és a székelyföldi múzeumok egyre bővülő körének közös kutatásaként 2008-ban elindult feltárások célja Dacia Superior római tartomány keleti határának (limes-szakaszának) felderítése, feltárása és a korábbiakban már kezdeményezett vizsgálatának újraindítása. A kutatási téma céljában és jellegében kapcsolódhat az UNESCO azon világörökségvédelmi törekvéseihez, amelyek – továbbiakban – a területileg elkülönült, de témájukban azonos, védelembe vonást igénylő objektumokat egységesen kezelje. Ennek egyik megvalósult projektje például az Alpok egységes világörökségi helyszíne, valamint a közelmúltban elkezdett „A Római Birodalom határai” című téma szervezése. Ez a szócikk ezeknek az összevont világörökségi helyszíneknek a hajdani Dacia Superior területén felkutatott és felkutatásra váró limes-szakasz(okk)al foglalkozik. A jelen szócikk indításának időpontjában mind a világörökségi témakör szakmai kidolgozása, mind az érintett limes-szakaszok helyszíni felkutatása és szakszerű feltárása még kezdeti stádiumban van.

## Dacia provincia

### Történelmi helyzetkép
Az erdélyi hegységekkel övezett térség – a leendő Dacia Tartomány (Dacia provincia) – római megszállásának hosszú előtörténete van. A dák törzsek folyamatos támadó betöréseinek veszélye, valamint az itt található  nyersanyag lelőhelyek megszerzésének vágya, Julius Caesar óta a rómaiak napirenden tartották az érdeklődődést, sőt a térség annektálásának, megszerzésének kérdését. A területet – hosszas előkészület után – két véres hadjáratban (i.sz. 101–102 és 105–106) végül Traianus császár hódította meg. Az új tartomány azonban nem csak politikai és gazdasági lehetőségeket jelentett, hanem komoly stratégiai – védelmi és expanziós – feladatokat is hozott a római hadvezetésnek. Daciának, mint a birodalom új határmenti provinciájának (határ)védelme, a tartomány helyzetéből és formájából adódóan speciális feladatot jelentett. Itt ugyanis a védelmet nem lehetett a más területeken már sikerrel alkalmazott lineáris rendszerben megoldani: a terület mélységi védelmet kívánt. A provincia e vonatkozásban  jobban kutatott térségei – mint például a Meszes-hegység vidéke – alapján ez a védelmi szerkezet ismert, s feltételezhető, hogy a földrajzi adottságok hasonlósága szerint Dacia Superior keleti határán, a mai Székelyföld területén is ezt az elvet alkalmazhatták.

## Lásd még
- A Római Birodalom határai